# Missale Romanum (apostolische constitutie)

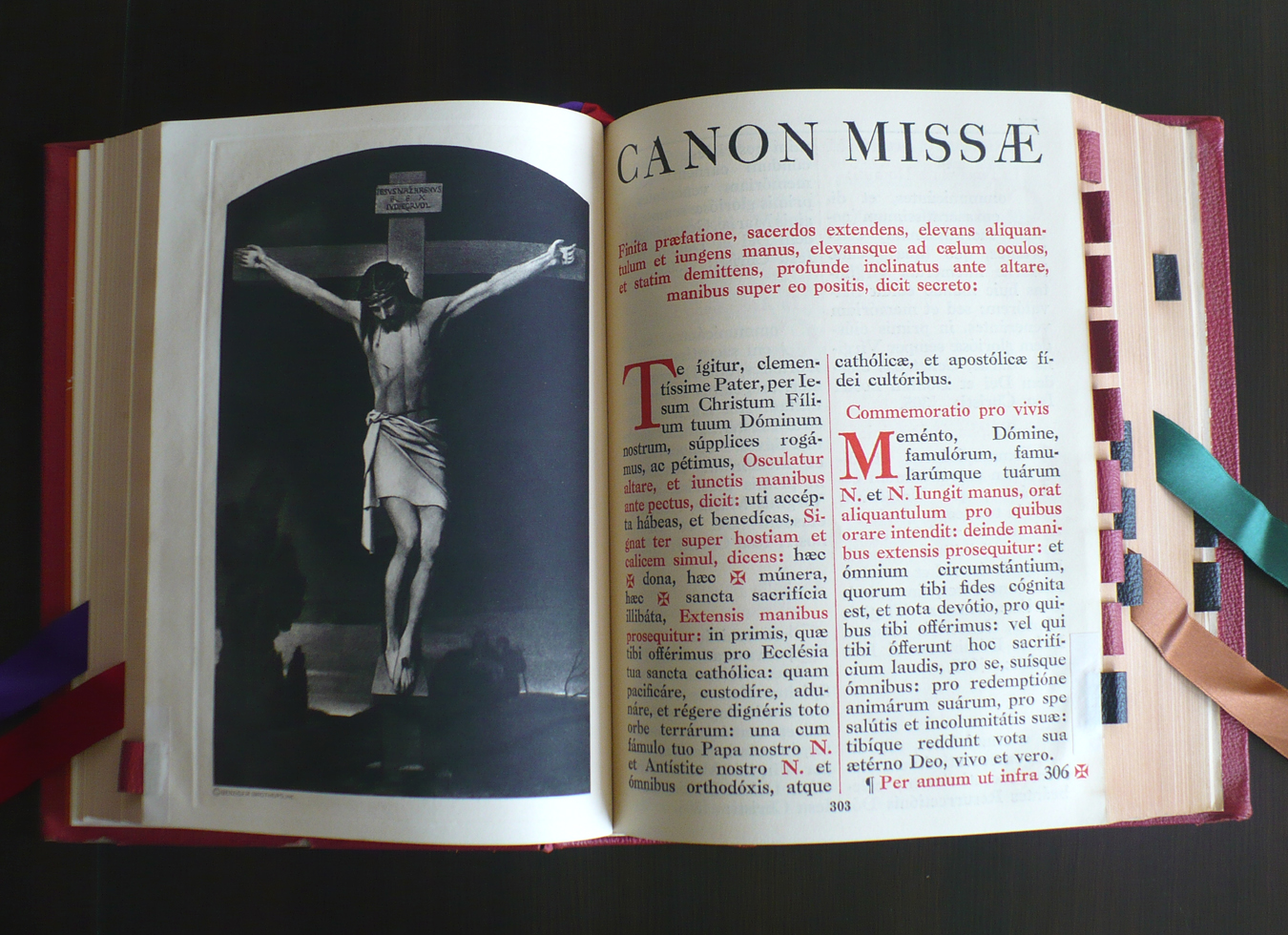
Een missaal uit 1962, zeven jaar voor de vernieuwing

Missale Romanum (Latijn voor Het Romeins Missaal) is een apostolische constitutie waarmee paus Paulus VI op 3 april 1969 het vernieuwde Romeins Missaal promulgeerde. 
Het missaal dat tot dan toe in gebruik was geweest was dat van paus Pius V uit 1570 (gepromulgeerd met de apostolische constitutie Quo Primum). De vernieuwing van de liturgie was - zo schrijft de paus - feitelijk al onder paus Pius XII begonnen, met het herstel van de Paaswake en de riten van de Heilige Week. Maar het Tweede Vaticaans Concilie (1962-1965) gaf de aanzet tot een wezenlijke hervorming van het Missaal. Met de constitutie Sacrosanctum Concilium was bepaald dat (...) de teksten en riten zo (moeten) worden opgesteld, dat zij het heilige dat zij in tekenen aanduiden duidelijker tot uitdrukking brengen en dat het christenvolk dit heilige zo gemakkelijk mogelijk kan vatten en er door een volwaardige en actieve gemeenschapsviering in kan delen De paus wijst er overigens op dat de herziening van het missaal niet enkel het gevolg is geweest van het Concilie. Sinds de promulgatie van het Missaal van Pius V zijn er - met name in de laatste veertig jaar - veel wetenschappelijke ontdekkingen gedaan, met name van oude liturgische teksten, die het nu mogelijk maken om de liturgie te verrijken met dat wat er al was, maar wat in de loop der eeuwen verloren was gegaan.
De paus stelt dat de belangrijkste vernieuwing in het missaal het Eucharistisch gebed betreft. Naast de eeuwenoude Romeinse canon werden drie nieuwe Eucharistische gebeden toegestaan. Wel moeten in alle eucharistische gebeden de instellingswoorden, over het brood en de wijn, hetzelfde zijn als die van de Romeinse canon en zo aansluiten bij de woorden van Jezus zelf: (over het brood) Accipite et manducate ex hoc omnes: Hoc est enim Corpus Meum, quod pro vobis tradetur (Neemt en eet hier allen van want dit is Mijn Lichaam, dat voor U gegeven wordt en (over de kelk): Accipite et bibite ex eo omnes: hic est enim calix Sanguinis Mei novi et aeterni Testamenti, qui pro vobis et pro multis effundetur in remissionem peccatorum. Hoc facite in Meam commemorationem (Neem deze beker en drink daar allen uit, want dit is Mijn Bloed van het nieuwe en altijddurende verbond, dat voor U en voor velen wordt vergoten tot vergeving van de zonden. Blijft dit doen om mij te gedenken).
Daarnaast wordt in het Missaal een aantal riten vereenvoudigd, en een aantal dubbelingen in die riten wordt teruggebracht.
Een andere belangrijke vernieuwing is dat het Missaal voorschrijft dat een groter en representatieve deel van de Heilige Schrift gedurende het jaar zal worden gelezen. Gedurende het jaar zal de lezing uit het Heilig Evangelie voortaan worden voorafgegaan door een lezing uit het Oude Testament. Gedurende de paastijd zal de evangelielezing worden voorafgegaan door een lezing uit de Handelingen der Apostelen. 